# Pachomiusz I (patriarcha Konstantynopola)
Pachomiusz I, gr. Παχώμιος Α΄ (zm. 1513 w Selimbrii) – ekumeniczny patriarcha Konstantynopola w latach 1503–1504 i 1504–1513.

## Życiorys
Na początku 1503 został wybrany patriarchą Konstantynopola uzyskując wsparcie władców Wołoszczyzny. Na początku 1504 r. ustąpił z tronu, bowiem na tron wstąpił Joachim I po uiszczeniu 3500 sztuk złota. Po śmierci Joachima powrócił na tron. Jego drugi patriarchat był jednym z dłuższych w XVI wieku w historii Patriarchatu Konstantynopolitańskiego. Odwiedził Mołdawię i Wołoszczyznę. Wracając z pobytu w księstwach naddunajskich został otruty w Selimbrii na początku 1513 r.